# 3-三丁基锡基吡啶
3-三丁基锡基吡啶是一种有机锡化合物，化学式为C17H31NSn。它可由3-溴吡啶和正丁基锂（或叔丁基锂）反应，再与三丁基氯化锡反应制得。它和碘甲烷在乙醚中反应，可以得到1-甲基-3-三丁基锡基吡啶𬭩碘化物；和对甲苯磺酸甲酯在乙酸乙酯中反应，可以得到1-甲基-3-三丁基锡基吡啶𬭩对甲苯磺酸盐。